# Burnuia mirru
Burnuia mirru är en insektsart som beskrevs av Rentz, D.C.F. 2001. Burnuia mirru ingår i släktet Burnuia och familjen vårtbitare. Inga underarter finns listade i Catalogue of Life.